# Терпен
Терпените, наричани понякога и терпеноиди или изопреноиди, са голям клас химични съединения, в частност липиди, производни на пет-въглеродния изопрен, чиито мономери са свързани и модифицирани по различни начини. Повечето терпеноиди са многопръстенни структури, различаващи се не само по функционалните си групи, но и по основния си въглероден скелет. Тази група липиди е представена във всички класове живи организми и е най-голямата група от естествени продукти.
Растителните терпени се използват изключително поради своите ароматни съединения в билколечението и техните антибактериални, антинеопластични и фармакологични свойства се изследват в търсене на нови приложения.
Терпеноидите са тези, които дават аромата на евкалипт, вкуса на канела, карамфил, джинджифил, жълтия цвят на слънчогледа, червения на доматите и много други.
Стероидите и стерола при животните се синтезират от терпеноидни прекурсори. Понякога терпеноиден компонент се свързва към протеините с цел да бъдат закотвени за клетъчната мембрана, процес известен като изопренилиране.

## Видове терпени
Терпените се класифицират въз основа на броя терпенови единици, от които са изградени, като той се изразява с представка.
- Хемитерпени изградени от една единица изопрен. Изопренът сам по себе си е смятан за единствения хемитерпен, но неговите кислород-съдържащи производни като пренол и изовалерианова киселина са хемитерпени.
- Монотерпени изградени от две единици изопрен с молекулна формула C10H16. Примери за монотерпени са: гераниол, лимонен и терпинеол.
- Сесквитерпени изградени от три единици изопрен с молекулна формула C15H24. Примери: фарнезени фарнезол. (Сескви- едно и половина.)
- Дитерпени изградени от четири единици изопрен с молекулна формула C20H32. Примери: кафестол, кавеол, таксадиен (прекурсор на таксол). Дитерпените са много важна съставка за синтезата на биологично важни съединения като ретинол, ретинал и фитол.
- Сестертерпени, терпени с 25 въглерода, изградени от пет единици изопрен. (Сестер- две и половина.)
- Тритерпени изградени от шест единици изопрен с молекулна формула C30H48. Линейният терпен сквалена служи за синтез на ланостерол или циклоартенол, структурни прекурсори на ите.
- Тетратерпени изградени от осем единици изопрен с молекулна формула C40H64. Биологично значими тетратерпени са ацикличният ликопен, моноцикличният гама-каротин и двуцикличните алфа- и бета-каротин.
- Политерпени съдържат много единици изопрен. Естествената гума се състои от полиизопрени с двойни връзки в cis конфигурация. Някои растения синтезират полиизопрени с trans – двойни връзки известни като гутаперча.